# Festuca glauca
Festuca glauca är en gräsart som beskrevs av Dominique Villars. Festuca glauca ingår i släktet svinglar, och familjen gräs. Inga underarter finns listade i Catalogue of Life.

## Bildgalleri

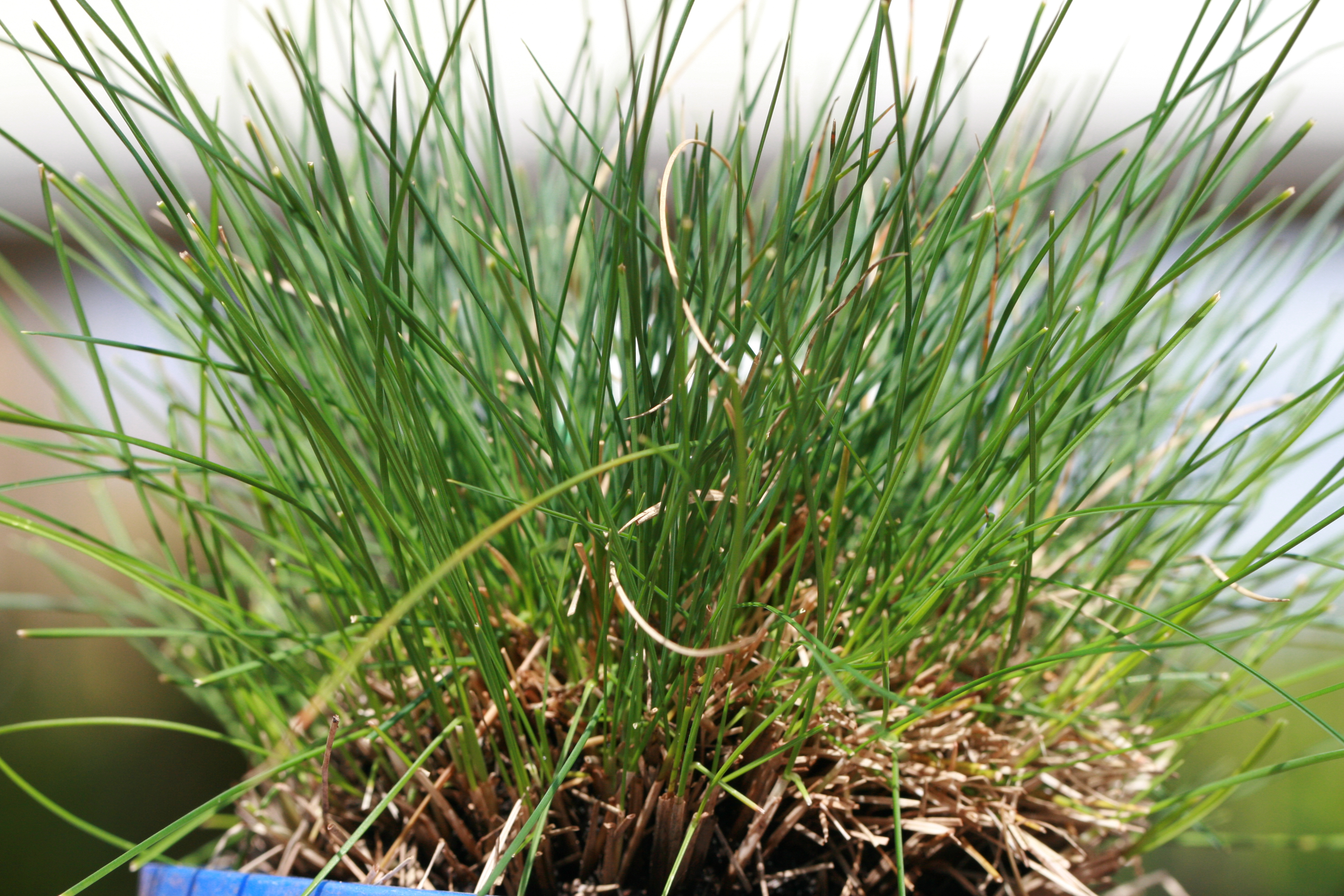
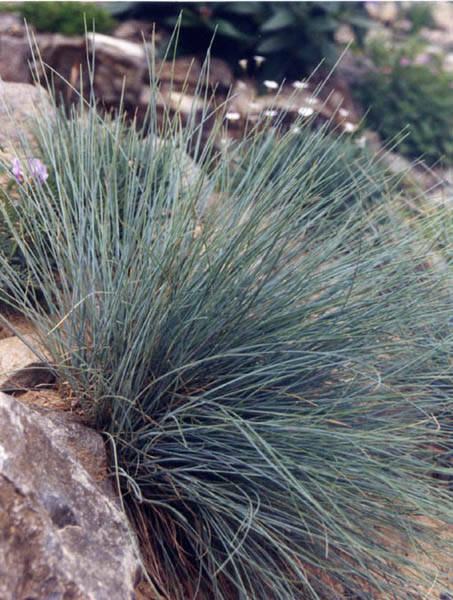
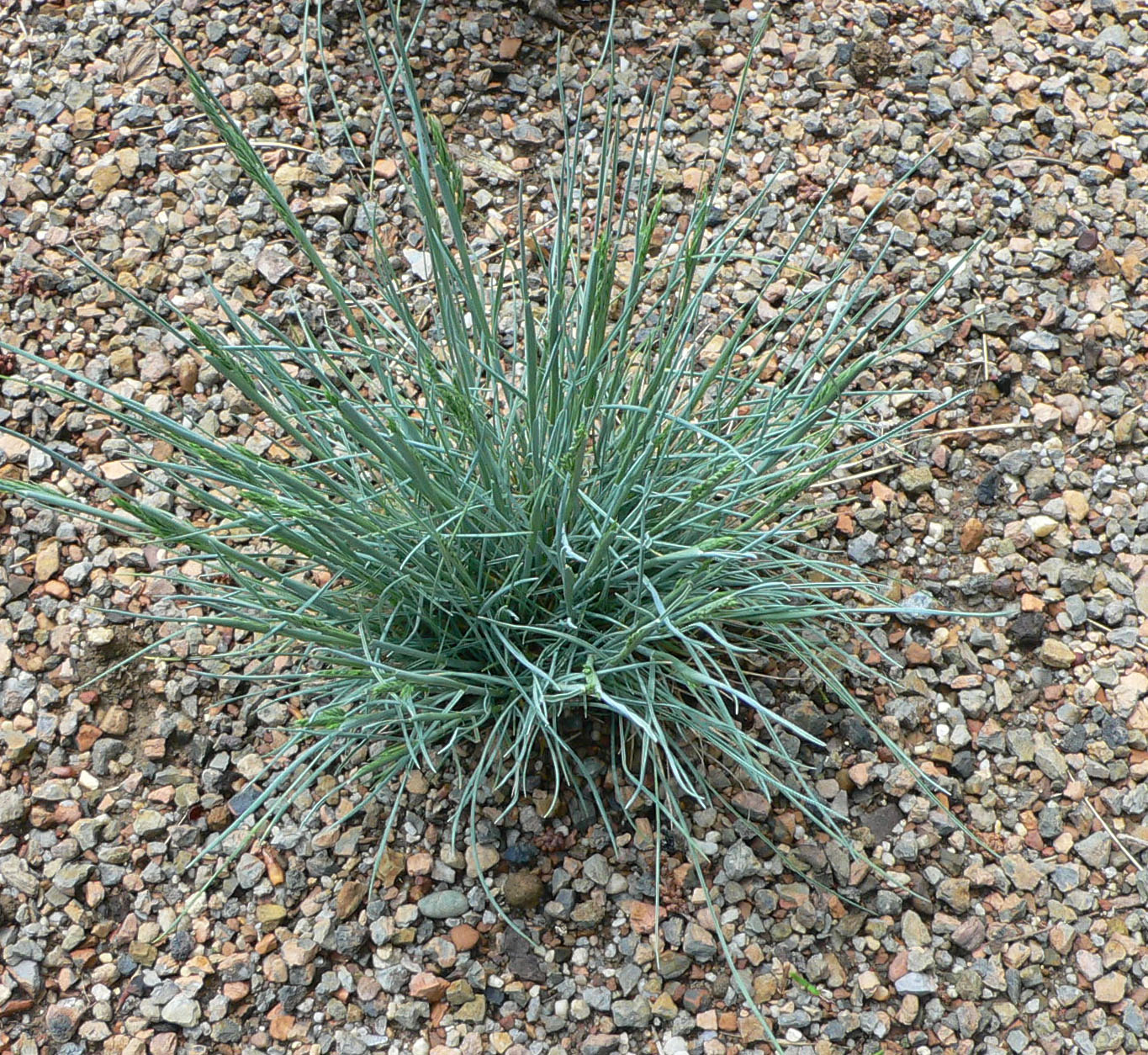
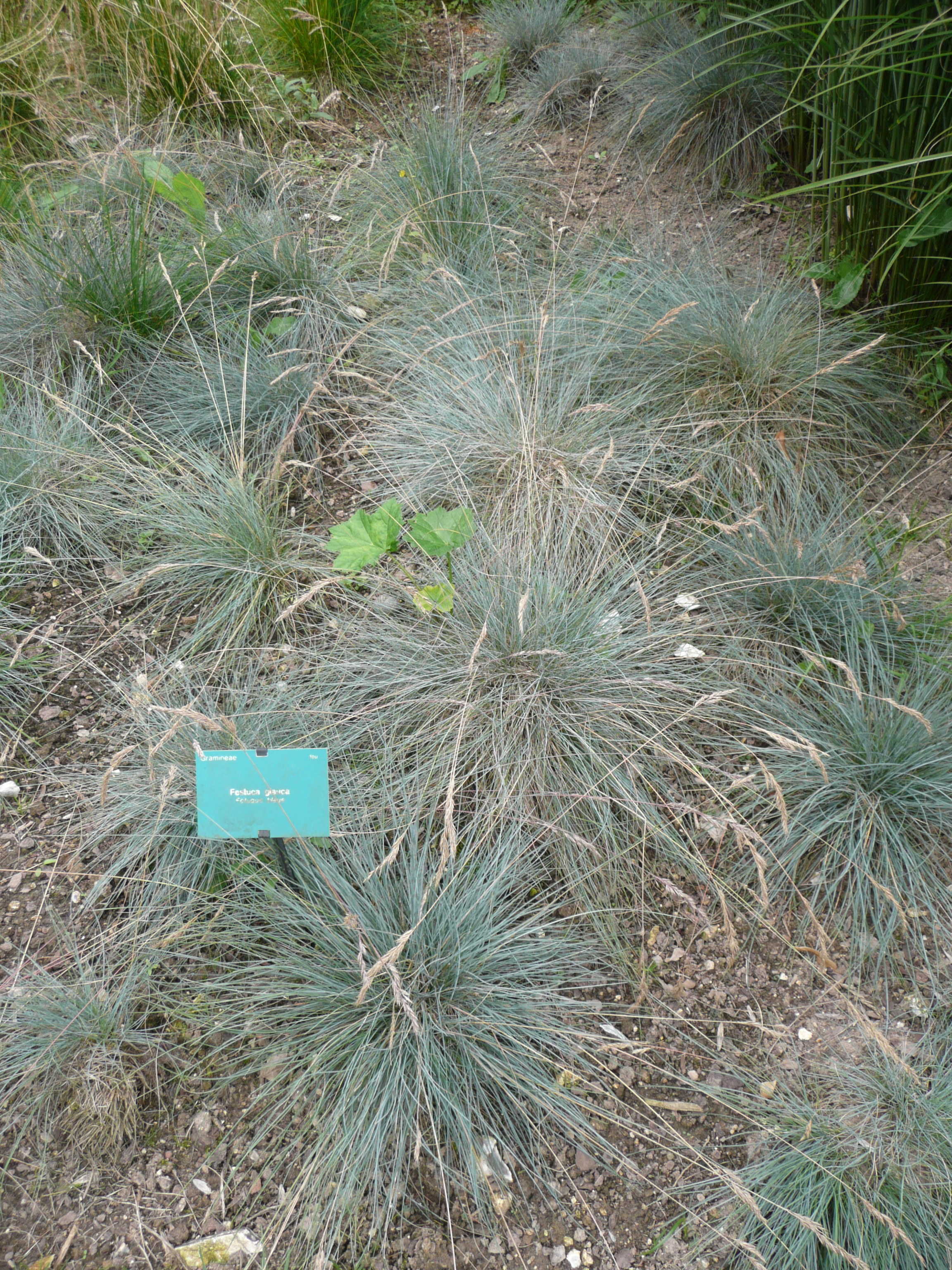